# Фрумоаса (комуна, Телеорман)
Фрумоаса (рум. Frumoasa) — комуна у повіті Телеорман в Румунії. До складу комуни входять такі села (дані про населення за 2002 рік):
- Пеуляска (686 осіб)
- Фрумоаса (1972 особи) — адміністративний центр комуни

Комуна розташована на відстані 87 км на південний захід від Бухареста, 22 км на південний схід від Александрії, 145 км на південний схід від Крайови.

## Населення
За даними перепису населення 2002 року у комуні проживали 2658 осіб.
Національний склад населення комуни:
| Національність | Кількість осіб | Відсоток |
| -------------- | -------------- | -------- |
| румуни         | 2628           | 98,9%    |
| цигани         | 29             | 1,1%     |
| німці          | 1              | < 0,1%   |

Рідною мовою назвали:
| Мова      | Кількість осіб | Відсоток |
| --------- | -------------- | -------- |
| румунська | 2632           | 99,0%    |
| циганська | 25             | 0,9%     |
| німецька  | 1              | < 0,1%   |

Склад населення комуни за віросповіданням:
| Релігія     | Кількість осіб | Відсоток |
| ----------- | -------------- | -------- |
| православні | 2590           | 97,4%    |
| адвентисти  | 65             | 2,4%     |
| атеїсти     | 1              | < 0,1%   |

## Зовнішні посилання
- Дані про комуну Фрумоаса на сайті Ghidul Primăriilor [Архівовано 15 січня 2013 у Wayback Machine.]